# George Herbert (poète)
Pour les articles homonymes, voir George Herbert et Herbert.
George Herbert, né le 3 avril 1593 et mort le 1er mars 1633, est un pasteur anglican, poète et orateur anglais du début du XVIIe siècle, représentatif du mouvement de la poésie métaphysique.
Il est considéré comme saint par l'Église anglicane et fêté localement le 27 février.

## Biographie
Malgré une vie plutôt courte (39 ans), son œuvre poétique atteint un volume considérable. Les poèmes écrits à la fin de sa vie, à l’époque où il occupait des fonctions ecclésiastiques près de Salisbury, sont restés particulièrement célèbres : ils combinent une profonde spiritualité avec un sens infatigable de l’expérimentation, et utilisent un style toujours accessible de nos jours.